# Kim Seung-gi
Kim Seung-gi (김승기?; Seul, 26 febbraio 1972) è un ex cestista e allenatore di pallacanestro sudcoreano.

## Carriera
Con la Corea del Sud ha disputato i Campionati del mondo del 1994 e i Campionati asiatici del 1997.